# 880

## Události
- Papež Jan VIII. vydává bulu Industriae tuae,v níž povoluje slovanskou liturgii.
- Lotharingia (Lotrinsko) připadlo celé smlouvou v Ribemontu k východofranské říši (viz rok 870).
- květen – červen Čechové se účastnili vpádu Srbů do Durynska a Posálí, výprava byla neúspěšná

## Úmrtí
- 22. září – Karloman Východofranský, bavorský vévoda a východofranský král (* okolo 830)
- Ansgarda Burgundská, první manželka pozdějšího západofranského krále Ludvíka II. Koktavého

## Hlavy státu
- České knížectví – Bořivoj I.
- Velkomoravská říše – Svatopluk I.
- Papež – Jan VIII.
- Anglie – Alfréd Veliký
  - Mercie – Æthelred?
- Skotské království – Giric
- Východofranská říše – Karel III. Tlustý + Karloman II. Francouzský + Ludvík III. Francouzský
- Západofranská říše – Karloman II. Francouzský + Ludvík III. Francouzský
- První bulharská říše – Boris I.
- Kyjevská Rus – Askold a Dir
- Byzanc – Basileios I.